# Uromenus trochleatus
Uromenus trochleatus är en insektsart som beskrevs av Lucien Chopard 1937. Uromenus trochleatus ingår i släktet Uromenus och familjen vårtbitare. Inga underarter finns listade i Catalogue of Life.